# Véronique Tadjo
Véronique Tadjo, född 1955 i Abidjan i Elfenbenskusten, är en ivoriansk-sydafrikansk franskspråkig poet, romanförfattare och bildkonstnär.
Véronique Tadjo är dotter till en ivoriansk far och en fransk mor och växte upp i Elfenbenskusten. Hon utbildade sig i Abidjan och på Sorbonne i Paris, där hon doktorerade i socialantropologi. Hon arbetade därefter som gymnasielärare i engelska i Korhogo i norra Elfenbenskusten och på Université Nationale de Côte d’Ivoire.
Véronique Tadjo arbetar nu[när?] på franska institutionen på Witwatersranduniversitetet i Johannesburg i Sydafrika.
Hon skriver dikter för barn och vuxna, romaner, litterära reportage, skapar bilderböcker och ger ut poesi- och prosaantologier för ungdom. Hon skriver på franska och översätter själv sina böcker till engelska.